# Châteauroux
Châteauroux /ʃatoˈʁu/ è un comune francese di 48 455 abitanti situato nel dipartimento dell'Indre (di cui è capoluogo) nella regione del Centro-Valle della Loira.
Per Châteauroux transita la Via Lemovicensis, itinerario che da Parigi conduce a Santiago di Compostela.

## Geografia fisica
Châteauroux è situata sul fiume Indre, 250 km a sud di Parigi e 142 km a sud di Orléans. È posizionata ai margini della foresta di Châteauroux, di proprietà del governo, e del parco nazionale di Brenne. La città vanta
450 ettari di parchi, circa 52 m² per residente. L'altitudine media dell'abitato è di 154 metri sul livello del mare.
Châteauroux gode di un clima umido. Le temperature variano da una minima media di 0,8 °C in gennaio a una massima media 25,1° in agosto.

## Storia
Sebbene la presenza gallo-romana sia attestata in zona e testimoniata da ritrovamenti lapidei, ceramici e numismatici, bisogna attendere la prima metà del secolo X per la costituzione dell'attuale centro abitato. Intorno al 937, infatti, Raoul il Grosso lasciò la sua sede presso Déols per costruire una fortezza sulla riva sinistra del fiume Indre, denominata Château Raoul dalla prima metà del secolo XII, ed è dalla contrazione di tale nome che deriva l'attuale toponimo Châteauroux.
In epoca feudale il borgo fu piuttosto florido, con la presenza di artigiani e commercianti; nel secolo XI è documentato il diritto a battere la propria moneta.
Durante la Guerra dei Cent'Anni la città conobbe saccheggi e devastazioni; in particolare si ricorda l'incendio del 1356 ad opera del Principe Nero ed il sacco del 1374.
Dopo essere stato sede di Contea (dal 1498) e dopo alcuni conflitti fra le casate di Maillé e Aumont per il suo possesso, in epoca rivoluzionaria Châteauroux divenne capoluogo di dipartimento.

## Geografia antropica

### Cantoni
Fino alla riforma del 2014, il territorio comunale della città di Châteauroux era suddiviso in 4 cantoni:
- Cantone di Châteauroux-Centre
- Cantone di Châteauroux-Est
- Cantone di Châteauroux-Ovest
- Cantone di Châteauroux-Sud

A seguito della riforma approvata con decreto del 18 febbraio 2014, che ha avuto attuazione dopo le elezioni dipartimentali del 2015, il territorio comunale della città di Châteauroux è stato ripartito in tre cantoni:
- Cantone di Châteauroux-1: comprende parte della città di Châteauroux e il comune di Déols
- Cantone di Châteauroux-2: comprende parte della città di Châteauroux
- Cantone di Châteauroux-3: comprende parte della città di Châteauroux

### Quartieri
La città è composta da diversi quartieri, tra cui: Saint-Denis, le Fontchoir, Bitray, l'Omelon, les Nations, la Belle Étoile, les Fadeaux, le Buxerioux, Saint-Jean-le-Lac, Touvent, les Grands-Champs, Cré, la Loge, les Méraudes, Beaulieu, la Pointerie, la Bourie, Notz, Saint-Jacques, le Grand Poirier, la Brauderie, les Chevaliers, Saint-Christophe, les Rocheforts, Vaugirard, Belle Isle, Centre-Ville e les Marins.

## Società

### Evoluzione demografica
Abitanti censiti

## Amministrazione

### Gemellaggi
- Gütersloh, dal 1977
- Bitou, dal 1985
- Olsztyn, dal 1991.

## Sport

### Calcio
La città ha una squadra principale locale La Berrichonne de Châteauroux che milita attualmente in Championnat National terza serie francese.